# Санта Катерина (Потенца)
Санта Катерина је насеље у Италији у округу Потенца, региону Базиликата.
Према процени из 2011. у насељу је живело 98 становника. Насеље се налази на надморској висини од 453 м.